# 一峰院
一峰院（いっぽういん）は、東京都羽村市にある臨済宗建長寺派の寺院。

## 歴史
1395年（応永2年）、三田将定の開基である。将定は平将門の末裔といわれている。所属宗派である臨済宗建長寺派の本山建長寺の末寺である。江戸時代は寺領13石が与えられていた。
当寺では、境内にある五輪塔を開基の将定の墓とみなし、大切に保護しているという。

## 文化財
- 一峰院の鐘楼門（羽村市指定有形文化財）[2]
- 一峰院の十一面観音坐像（羽村市指定有形文化財）[2]

## 交通アクセス
- 羽村駅より徒歩20分。